# 錫爾弗萊克鎮區 (明尼蘇達州馬丁縣)
錫爾弗萊克鎮區（英語：Silver Lake Township）是位於美國明尼蘇達州馬丁縣的一個行政鎮區。

## 地方資料
錫爾弗萊克鎮區的面積為97.06平方千米，當中陸地面積為91.24平方千米，而水域面積為5.91平方千米。根據2020年美國人口普查的數據，當地共有人口457人，而人口密度為每平方千米4.71人。